# Interkineza

Schematyczne przedstawienie mejozy. Interkineza ma miejsce pomiędzy telofazą I a profazą II.

Interkineza, interfaza II – stadium spoczynkowe występujące u niektórych komórek pomiędzy pierwszym a drugim podziałem mejotycznym. W czasie interkinezy (w odróżnieniu od interfazy) nie zachodzi replikacja DNA. Zanika wówczas natomiast wrzeciono podziałowe powstałe w trakcie mejozy I, zaś w jego miejsce mikrotubule formują dwa nowe wrzeciona, które będą wykorzystane podczas mejozy II.
W tej fazie chromosomy składają się z dwóch chromatyd połączonych centromerami. Wiele roślin podczas mejozy pomija telofazę I oraz interkinezę, wchodząc natychmiastowo w profazę II.